# Новониколаевка (Томаковский район)
Новоникола́евка (укр. Новомиколаївка) — село,
Владимировский сельский совет,
Томаковский район,
Днепропетровская область,
Украина.
Код КОАТУУ — 1225481007. Население по переписи 2001 года составляло 141 человек .

## Географическое положение
Село Новониколаевка находится на расстоянии в 1 км от села Урожайное и в 1,5 км от села Высокое.